# Deutsche Skilanglauf-Meisterschaften 2015
Die Deutschen Skilanglauf-Meisterschaften 2015 fanden vom 16. bis zum 18. Januar 2015 in Oberwiesenthal und am 21. und 22. März 2015 in Bodenmais statt. Sprint, Einzel und Verfolgungsrennen wurden in Oberwiesenthal ausgetragen, das Massenstartrennen und der Teamsprint in Bodenmais. Die Wettbewerbe wurden vom Deutschen Skiverband veranstaltet und in Oberwiesenthal vom WSC Erzgebirge Oberwiesenthal ausgerichtet. Ausrichter der Wettbewerbe in Bodenmais waren der SC Bodenmais und der SC Zwiesel.

## Ergebnisse Herren

### Sprint klassisch
| Platz | Name              | Verein                        |
| ----- | ----------------- | ----------------------------- |
| 1     | Alexander Wolz    | TSV Buchenberg                |
| 2     | Philipp Marschall | Rhöner WSV                    |
| 3     | Luca Winkler      | SZ Römerstein                 |
| 4     | Valentin Mättig   | WSC Erzgebirge Oberwiesenthal |
| 5     | Robin Frost       | SC Hochvogel München          |
| 6     | Daniel Herzog     | Spvgg Oberkreuzberg           |
| 7     | Felix Wetterling  | SC Willingen                  |
| 8     | Thomas Hauber     | SC Pfronten                   |

Datum: 16. Januar in Oberwiesenthal

Am Start waren 10 Teilnehmer von 9 Vereinen.

### 10 km Freistil
| Platz | Name              | Verein                        | Zeit        |
| ----- | ----------------- | ----------------------------- | ----------- |
| 1     | Valentin Mättig   | WSC Erzgebirge Oberwiesenthal | 24:16,4 min |
| 2     | Bernhard Benedikt | SCMK Hirschau                 | 24:38,8 min |
| 3     | Philipp Marschall | Rhöner WSV                    | 24:51,7 min |
| 4     | Josua Strübel     | SC Seebach                    | 25:12,2 min |
| 5     | Andy Kühne        | WSC Erzgebirge Oberwiesenthal | 25:12,8 min |
| 6     | Daniel Herzog     | Spvgg Oberkreuzberg           | 25:17,1 min |
| 7     | Robin Frost       | SC Hochvogel München          | 25:21,3 min |
| 8     | Felian Schubert   | SLV Bernau                    | 26:06,8 min |
| 9     | Johannes Pfab     | SCMK Hirschau                 | 26:09,6 min |
| 10    | Thomas Hauber     | SC Pfronten                   | 26:13,0 min |

Datum: 17. Januar in Oberwiesenthal

Am Start waren 31 Teilnehmer.

### 15 km klassisch Verfolgung
| Platz | Name              | Verein                        | Zeit        |
| ----- | ----------------- | ----------------------------- | ----------- |
| 1     | Philipp Marschall | Rhöner WSV                    | 37:46,5 min |
| 2     | Bernhard Benedikt | SCMK Hirschau                 | 38:03,9 min |
| 3     | Valentin Mättig   | WSC Erzgebirge Oberwiesenthal | 38:37,8 min |
| 4     | Daniel Herzog     | Spvgg Oberkreuzberg           | 38:44,2 min |
| 5     | Robin Frost       | SC Hochvogel München          | 39:31,7 min |
| 6     | Thomas Hauber     | SC Pfronten                   | 39:36,8 min |
| 7     | Josua Strübel     | SC Seebach                    | 40:20,4 min |
| 8     | Felian Schubert   | SLV Bernau                    | 40:56,6 min |
| 9     | Marius Cebulla    | SWV Goldlauter                | 41:06,8 min |
| 10    | Arne Reichelt     | SK Dresden-Niedersedlitz      | 41:11,4 min |

Datum: 18. Januar in Oberwiesenthal

Am Start waren 26 Teilnehmer.

### 50 km klassisch Massenstart
| Platz | Name              | Verein                        | Zeit        |
| ----- | ----------------- | ----------------------------- | ----------- |
| 1     | Thomas Wick       | SC Motor Zella-Mehlis         | 2:13:20,4 h |
| 2     | Tim Tscharnke     | SV Biberau                    | 2:13:21,0 h |
| 3     | Jonas Dobler      | SC Traunstein                 | 2:13:37,5 h |
| 4     | Andreas Katz      | SV Baiersbronn                | 2:14:35,6 h |
| 5     | Philipp Marschall | Rhöner WSV                    | 2:16:18,4 h |
| 6     | Alexander Wolz    | TSV Buchenberg                | 2:16:41,6 h |
| 7     | Valentin Mättig   | WSC Erzgebirge Oberwiesenthal | 2:19:50,8 h |
| 8     | Markus Weeger     | SCMK Hirschau                 | 2:21:12,4 h |
| 9     | Lennart Metz      | WSC Erzgebirge Oberwiesenthal | 2:23:30,2 h |
| 10    | Daniel Herzog     | Spvgg Oberkreuzberg           | 2:23:30,8 h |

Datum: 21. März in Bodenmais

Am Start waren 20 Teilnehmer.

### Teamsprint Freistil
| Platz | Landesverband     | Name                                | Verein                          | Zeit        |
| ----- | ----------------- | ----------------------------------- | ------------------------------- | ----------- |
| 1     | Thüringen         | Thomas Bing Tim Tscharnke           | Rhöner WSV SV Biberau           | 28:39,2 min |
| 2     | Bayern            | Jonas Dobler Lucas Bögl             | SC Traunstein SC Gaißach        | 28:44,8 min |
| 3     | Thüringen         | Thomas Wick Philipp Marschall       | SCM Zella-Mehlis Rhöner WSV     | 28:58,6 min |
| 4     | Bayern            | Markus Weeger Alexander Wolz        | SCMK Hirschau TSV Buchenberg    | 28:58,8 min |
| 5     | Sachsen           | Lennart Metz Valentin Mättig        | WSC Erzgebirge Oberwiesenthal   | 29:43,2 min |
| 6     | Baden-Württemberg | Andreas Katz Adrian Schuler         | SV Baiersbronn WSG Schluchsee   | 29:45,6 min |
| 7     | Thüringen         | Martin Weisheit Christian Stiebritz | SCM Zella-Mehlis SWV Goldlauter | 30:16,6 min |
| 8     | Bayern            | Daniel Herzog Thomas Hauber         | Spvgg Oberkreuzberg SC Pfronten | 30:26,3 min |

Datum: 22. März in Bodenmais

## Ergebnisse Frauen

### Sprint klassisch
| Platz | Name             | Verein                        |
| ----- | ---------------- | ----------------------------- |
| 1     | Anne Winkler     | SSV Sayda                     |
| 2     | Sofie Krehl      | SC Oberstdorf                 |
| 3     | Laura Gimmler    | SC Oberstdorf                 |
| 4     | Jenny Mann       | WSC Erzgebirge Oberwiesenthal |
| 5     | Julia Belger     | WSC Erzgebirge Oberwiesenthal |
| 6     | Theresa Eichhorn | SV Biberau                    |
| 7     | Katharina Hennig | WSC Erzgebirge Oberwiesenthal |
| 8     | Sarah Schaber    | TSV Buchenberg                |

Datum: 16. Januar in Oberwiesenthal

Am Start waren 16 Teilnehmer von 12 Vereinen.

### 5 km Freistil
| Platz | Name             | Verein                        | Zeit        |
| ----- | ---------------- | ----------------------------- | ----------- |
| 1     | Katharina Hennig | WSC Erzgebirge Oberwiesenthal | 18:35,5 min |
| 2     | Julia Belger     | WSC Erzgebirge Oberwiesenthal | 18:47,7 min |
| 3     | Nadine Herrmann  | Bockauer SV                   | 19:06,5 min |
| 4     | Laura Gimmler    | SC Oberstdorf                 | 19:07,7 min |
| 5     | Theresa Eichhorn | SV Biberau                    | 19:21,9 min |
| 6     | Sarah Schaber    | TSV Buchenberg                | 19:27,7 min |
| 7     | Sofie Krehl      | SC Oberstdorf                 | 19:29,0 min |
| 8     | Sarah Wagner     | SCM Zella-Mehlis              | 19:37,5 min |
| 9     | Jessica Wirth    | FC Wüstenselbitz              | 19:49,8 min |
| 10    | Anne Winkler     | SSV Sayda                     | 19:54,0 min |

Datum: 17. Januar in Oberwiesenthal

Am Start waren 20 Teilnehmer von 16 Vereinen.

### 10 km klassisch Verfolgung
| Platz | Name             | Verein                        | Zeit        |
| ----- | ---------------- | ----------------------------- | ----------- |
| 1     | Katharina Hennig | WSC Erzgebirge Oberwiesenthal | 28:40,4 min |
| 2     | Julia Belger     | WSC Erzgebirge Oberwiesenthal | 29:34,7 min |
| 3     | Sarah Schaber    | TSV Buchenberg                | 30:19,0 min |
| 4     | Sofie Krehl      | SC Oberstdorf                 | 30:19,1 min |
| 5     | Theresa Eichhorn | SV Biberau                    | 30:30,1 min |
| 6     | Nadine Herrmann  | Bockauer SV                   | 30:39,9 min |
| 7     | Anne Winkler     | SSV Sayda                     | 31:04,5 min |
| 8     | Jessica Wirth    | FC Wüstenselbitz              | 31:08,0 min |
| 9     | Anja Gruber      | TSG SZ Leutkirch              | 31:37,4 min |
| 10    | Lisa Scheufele   | SC Traunstein                 | 31:41,5 min |

Datum: 18. Januar in Oberwiesenthal

Am Start waren 18 Teilnehmer.

### 30 km klassisch Massenstartrennen
| Platz | Name             | Verein                        | Zeit        |
| ----- | ---------------- | ----------------------------- | ----------- |
| 1     | Denise Herrmann  | WSC Erzgebirge Oberwiesenthal | 1:25:39.2 h |
| 2     | Nicole Fessel    | SC Oberstdorf                 | 1:25:39.8 h |
| 3     | Monique Siegel   | WSC Erzgebirge Oberwiesenthal | 1:28:17.3 h |
| 4     | Julia Belger     | WSC Erzgebirge Oberwiesenthal | 1:29:42.7 h |
| 5     | Eva Wolf         | SV Agenbach                   | 1:31:40.3 h |
| 6     | Hanna Kolb       | TSV Buchenberg                | 1:32:21.5 h |
| 7     | Sarah Schaber    | TSV Buchenberg                | 1:32:37,0 h |
| 8     | Jessica Wirth    | FC Wüstenselbitz              | 1:36:22,9 h |
| 9     | Theresa Eichhorn | SV Biberau                    | 1:36:40,8 h |

Datum: 21. März in Bodenmais

Am Start waren neun Teilnehmer.

### Teamsprint Freistil
| Platz | Landesverband     | Name                            | Verein                                    | Zeit        |
| ----- | ----------------- | ------------------------------- | ----------------------------------------- | ----------- |
| 1     | Bayern            | Sarah Schaber Lucia Anger       | TSV Buchenberg SC Oberstdorf              | 25:53,1 min |
| 2     | Bayern            | Nicole Fessel Hanna Kolb        | SC Oberstdorf TSV Buchenberg              | 25:58,6 min |
| 3     | Sachsen           | Julia Belger Monique Siegel     | WSC Erzgebirge Oberwiesenthal             | 26:17,9 min |
| 4     | Sachsen           | Nadine Herrmann Denise Herrmann | Bockauer SV WSC Erzgebirge Oberwiesenthal | 26:22,2 min |
| 5     | Baden-Württemberg | Pia Fink Eva Wolf               | SV Bremelau SV Agenbach                   | 26:49,4 min |
| 6     | Thüringen         | Theresa Eichhorn Leonie Frank   | SV Biberau WSV Oberhof 05                 | 28:05,5 min |
| 7     | Bayern            | Jessica Wirth Lisa Scheufele    | FC Wüstenselbitz SC Traunstein            | 28:55,0 min |

Datum: 22. März in Bodenmais